# Tmutarakanska Kneževina
Tmutarakanska kneževina (ponegdje Tmutorokanska kneževina) je bila sastavni dio države Kijevske Rusi u 10. i 11. stoljeću. Kneževina je bila smještena na dijelu današnjeg Krimskog poluotoka, između Tamanskog i Kerčanskog poluotoka sa svojim središtem gradom Tmutarakanom. Za kijevske kneževe Tmutarakanska kneževina je predstavljala strateško trgovačko i vojno odredište na putu prema Bliskom Istoku.
Tmutarakanska kneževina se razvila i postala dijelom Kijevske Rusi nakon što je kijevski knez Svjatoslav I. Igorjevič (942. – 972.) sredinom 10. stoljeća u potpunosti porazio Hazare na jugoistočnim granicama države. Prvi puta je spomenuta u povjesnim kronikama 988. godine, kada je kijevski knez Vladimir Veliki dodijelio vlast u Tmutarakanskoj kneževini svome sinu Mstislavu Vladimiroviču (988. – 1036.), koji će potom 1024. preuzeti vlast i u Černjihivskoj kneževini porazivši brata Jaroslava Mudrog (978. – 1054.).
Nakon smrti Mstislava Vladimiroviča 1036., kneževina je postala sastavni dio ojačane Kijevske Rusi pod vodstvom kijevskog kneza Jaroslava Mudrog. Nakon godine 1094. o Tmutarakanskoj kneževini ima vrlo malo zapisa te se pretpostavlja da je Kijev izgubio dominaciju i kontrolu nad tim dijelom države. 
Pojedini[tko?] povjesničari pretpostavljaju da je kneževina nastavila svoj razvoj pod vlašću Kumana i Bizanta sve do 13. stoljeća kada su je osvojili Mongoli.